# باك باينغ نيون
باك باينغ نيون (ولد في 1417 ومات في 1456) كان عالماً ومسؤولاً في بداية عهد جوسون، وهو أحد الوزراء الستة الشهداء الذين حاولوا إعادة الملك دانجونغ إلى الحكم بعد عزله على يد عمه الملك سيجو.

## حياته
ولد باك لعائلة نبيلة من اليانغبان من عشيرة سُنتشون باك. عينه الملك سيجونغ في قاعة المستحقين بعد أن اجتاز اختبار غواغو الأصغر في 1434. في عقد 1440 ساهم مع أعضاء قاعة المستحقين لإنشاء هنمنجونغوم واختراع الألفبائية الكورية الهانغل. في 1447 اجتاز باك الاختبار الأعلى وفي 1454 أصبح نائب وزير العدل تحت حكم الملك دانجونغ.
في 1455 عُزل الملك دانجونغ على يد عمه وهو ما أغضب باك والمسؤولين الآخرين. استمر باك في العمل في منصبه حتى عين حاكما لمقاطعة تشنغتشونغ ثم عاد في 1456 كنائب لوزير العدل. شارك باك في محاولة انقلابية لعزل الملك سيجو وإعادة دانجونغ في نفس السنة لكن المخطط انكشف بعد خيانة كم جل. كان الملك سيجو معجباً بقدرات باك وعرض عليه العفو مقابل إنكار مشاركته في المخطط والاعتراف بسيجو ملكاً له. رفض باك هذا الأمر لكن سيجو أراد تركه لأن باك كان قد سمى نفسه «الخادم الملكي» في جميع المستندات وقبل أيضاً عطايا الملك. رفض باك الاعتراف بهذا الأمر واكتُشِف أن باك كان يكتب «الخادم الملكي» بشكل خاطئ (كان يكتب 巨 وتعني «كبير» بدلاً من 臣 وتعني «الخادم الملكي») وأنه لم يستعمل العطايا الملكية وإنما خزنها في المستودع. مات باك في السجن من التعذيب وأعدم جميع الذكور في عائلته واستعبدت النساء.

## بعد وفاته
لباك ضريح في شني ميون في مدينة تشنغجو في مقاطعة تشنغتشونغ الشمالية. بُني الضريح في القرن الثامن عشر وهي الفترة التي كان ينظر فيها لباك وزملائه كنموذج لخادم الملك. لباك أيضاً مشهد آخر يعود لسنة 1688 يُوجد في جايانغ دونغ في حي دونغ في دايجون في موقع مقر سكنه السابق. لا تزال بعض قصائد سِجو التي كتبها باك موجودة لليوم.

## التصوير الحديث
- مسلسل هان ميونغ هوي من قناة KBS2 وعرض في سنة 1994 وقام بدوره إي أون وو.
- مسلسل الملك والملكة من قناة KBS1 وعرض بين سنة 1998 وسنة 2000 وقام بدوره كم ها غيُن.
- مسلسل رجل الأميرة من قناة KBS وعرض في سنة 2011 وقام بدوره إي يونغ جن.